# Хэ Чживэнь
Хэ Чживэ́нь (кит. упр. 何志文, пиньинь Hé Zhìwén; род. 31 мая 1962, Хуанъянь, Чжэцзян) — китайский и испанский игрок в настольный теннис, призёр чемпионата мира 1985 года в мужском парном разряде в составе сборной Китая и призёр чемпионата Европы 2013 года в составе сборной Испании в том же разряде, участник четырёх подряд летних Олимпийских игр (2004, 2008, 2012, 2016). В сборной Испании носил прозвище Хуанито.
В 1980-е годы выступал за сборную Китая, участвовал в Кубке Азии, на чемпионате мира 1985 года в возрасте 22 лет стал бронзовым призёром в парном разряде вместе с Фань Чанмао (в полуфинале китайцы в упорной борьбе уступили будущим чемпионам мира шведам Микаэлю Аппельгрену и Ульфу Карлссону со счётом 15-21 23-21 17-21). В одиночном разряде на том чемпионате мира Хэ выбыл на стадии 1/8 финала.
В 1990-е годы переехал в Испанию и стал гражданином этой страны. В возрасте 42 лет в составе сборной Испании дебютировал на Олимпийских играх 2004 года в Афинах. Принимал участие в Олимпийских играх 2008 и 2012 годов, на последних уже в возрасте 50 лет. В 2016 году в Рио-де-Жанейро в возрасте 54 лет и 2 месяцев стал одним из старейших участников Олимпийских игр. Также Хэ Чживэнь стал самым возрастным в истории участником олимпийских турниров по настольному теннису.
В 1990-е, 2000-е и 2010-е неоднократно принимал участие в чемпионатах мира и Европы в составе сборной Испании, участвовал в Протуре, несколько раз занимая призовые места в одиночном разряде. На чемпионате мира 1997 года в возрасте 35 лет дошёл до 1/4 финала в одиночном разряде, где уступил китайцу Янь Сэню. В 2005 году выиграл серебро вместе в Карлосом Мачадо в мужском парном разряде на Средиземноморских играх в Альмерии. С тем же Мачадо спустя 8 лет выиграл бронзу в мужском командном разряде на Средиземноморских играх в Мерсине.
В октябре 2013 года в паре с Мачадо стал бронзовым призёром чемпионата Европы в Швехате (в четвертьфинале представители Испании обыграли российскую пару, а в полуфинале уступили австрийцам). Хэ Чживэню на момент чемпионата исполнился уже 51 год.
В 2010-х годах одновременно с карьерой среди действующих игроков выступал и в ветеранских соревнованиях.
В ноябре 2016 года завершил карьеру в сборной Испании, выступив в квалификационном матче чемпионата Европы 2017 года (Хэ уступил россиянину Григорию Власову).